# Сонячний камінь

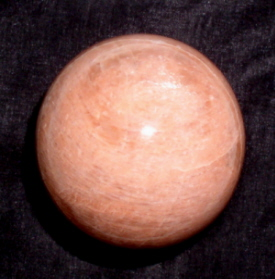
Сонячний камінь-олігоклаз.

Сонячний камінь — олігоклазовий або ортоклазовий польовий шпат. Має іскристо-золотистий полиск, зумовлений найтоншими включеннями гематиту.
Оптичний ефект пояснюють і відбиванням світла від включень червоної міді у формі мірних шкал, які є гексагональними, ромбами або нерегулярними за формою і розташовані паралельно основній площині спайності. Ці включення надають каменю особливого зовнішнього вигляду — щось на кшталт авантюрину, отже, сонячний камінь відомий також як "авантюрин-польовий шпат". Шилер-ефект (гра кольорів) і власне колір обумовлено міддю. Середня частина цього каменю блищить, і зазвичай колір темніший у середині і стає світлішим до зовнішніх країв. Польовий шпат, який має вигляд авантюрину, — це олігоклаз, хоча цей ефект іноді спостерігається і в ортоклазах: отже, розрізняють два види сонячного каменю: "олігоклазовий сонячний камінь" та "ортоклазовий сонячний камінь".